# Halloween Blues
Halloween Blues is een Belgische stripreeks die begonnen is in maart 2003 met Jean-Claude Smit-le-Bénédicte als scenarist en Zbigniew Kasprzak als tekenaar.

## Albums
Alle albums zijn geschreven door Jean-Claude Smit-le-Bénédicte, getekend door Zbigniew Kasprzak en uitgegeven door Le Lombard.
| Nummer | Titel                       |
| ------ | --------------------------- |
| 1      | De voorspelling             |
| 2      | Ik schrijf u uit Gettysburg |
| 3      | Andermans herinneringen     |
| 4      | Verdwijnpunten              |
| 5      | Zoekgeraakte letters        |
| 6      | Sweet Loreena               |
| 7      | Remake                      |